# Фуад I
Фуад I е първият съвременен крал на Египет. Той става султан през 1917 г. Като такъв, той управлява доминиона Египет. Когато Египет получава своята независимост от Великобритания през 1922 г., Фуад става крал. Управлява до смъртта си през 1936 г. Известен е с това, че е неотменен съюзник на британската корона, от която получава титлата „Крал на Египет“ след 1922 г.
Синът на Фуад, Фарук I, наследява своя баща. Фуад не говори арабски, но прави всичко възможно синът му да не го последва.